# Bananasplit og graffiti
Bananasplit og graffiti er en dokumentarfilm fra 1980 instrueret af Lars Oxfeldt Mortensen efter manuskript af Lars Oxfeldt Mortensen.

## Handling
Filmen er et dobbeltportræt af to unge på 15 og 16 år. Den ene tilhører det, man kunne kalde dyt-båt-banana-generationen. Han er borgerligt opdraget, har det godt, som han har det, og stiller ikke spørgsmål til samfundet. Han er allerede på vej til at blive noget. Penge er ikke noget problem for ham - han bruger mange af dem i sin fritid, hvor dykning og skateboard er hans favoritinteresser. Den anden kalder sig punk. Han forlod skolen i 9. klasse, har haft mange forskellige småjobs, sidst som sprøjtelakerer. Nu er han arbejdsløs. Han opfatter sig selv som et nul, en outsider, som der ikke er plads til i samfundet. I weekenderne begynder hans liv. Her er han sammen med vennerne, som for det meste også er uden arbejde og stammer fra lavere sociale lag i samfundet.